# Lidbergsgrottorna
Lidbergsgrottorna este o arie protejată (arie specială de conservare — SAC, sit de importanță comunitară — SCI) din Suedia întinsă pe o suprafață de 21 ha, integral pe uscat.

## Localizare
Centrul sitului Lidbergsgrottorna este situat la coordonatele 63°33′04″N 19°20′20″E / 63.5511°N 19.339°E.

## Înființare
Situl Lidbergsgrottorna a fost declarat sit de importanță comunitară în decembrie 1995 pentru a proteja un număr necunoscut de specii din flora spontană și fauna sălbatică aflate în arealul zonei. Situl a fost protejat și ca arie specială de conservare în martie 2011.

## Biodiversitate
Situată în ecoregiunea boreală, aria protejată conține 3 habitate naturale: Taiga vestică, Mlaștini turboase de tranziție și turbării mișcătoare, Peșteri inaccesibile publicului.
La baza desemnării sitului se află un număr nedeclarat de specii protejate.